# Le Gardien de nuit
Pour l’article homonyme, voir Gardien de nuit.

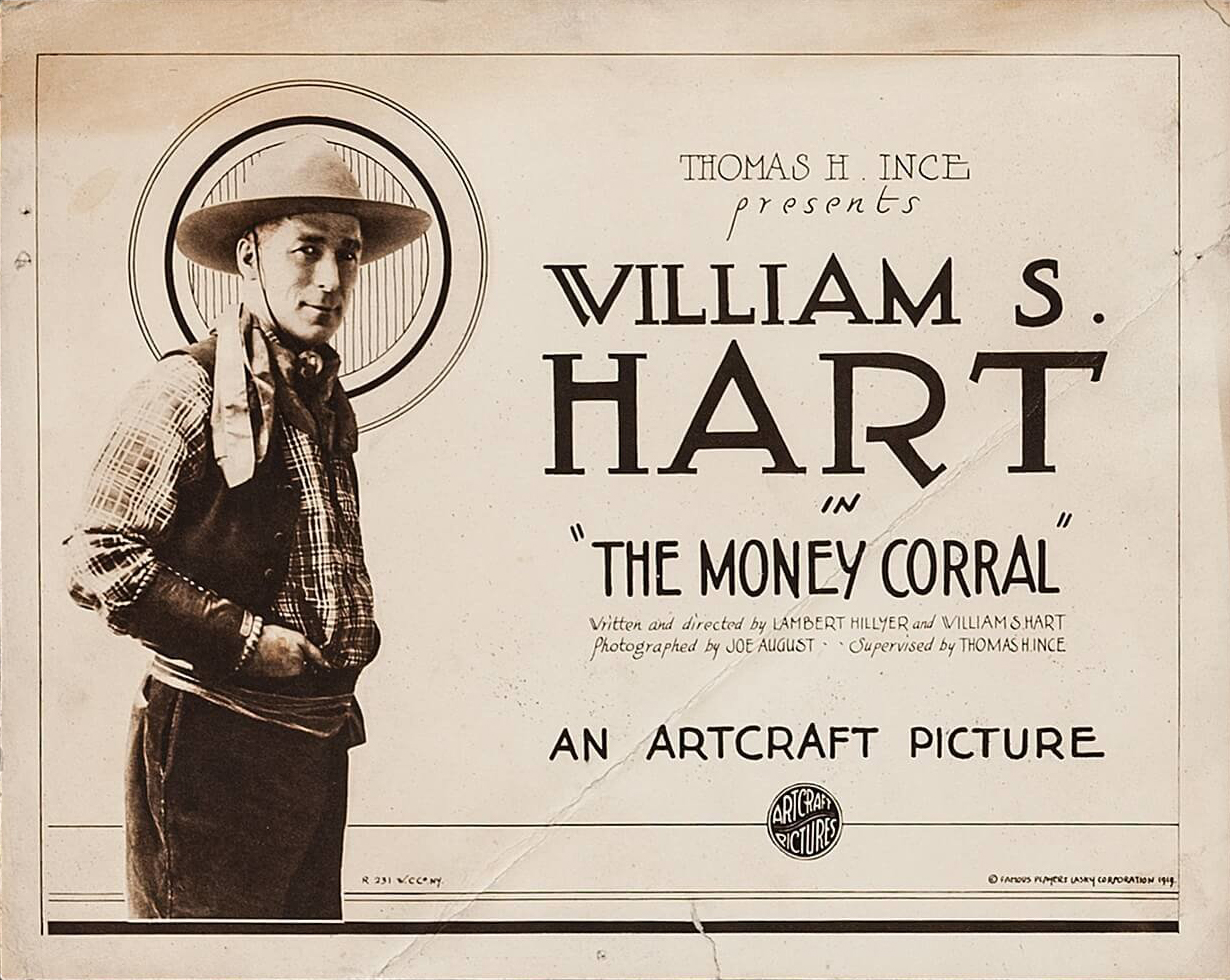
Annonce pour le film.

Le Gardien de nuit (The Money Corral) est un film américain réalisé par Lambert Hillyer, sorti en 1919.
Le scénario est co-écrit par William S. Hart, qui est également acteur et producteur du film.

## Synopsis
Après sa performance lors d'un rodéo dans le Montana, le cow-boy Lem Beason accepte l'invitation du banquier de Chicago Gregory Collins de venir pour occuper le poste de gardien de la banque, les récents braquages ayant entraîné la mort des deux derniers gardiens. Carl Bruner, le lieutenant de Collins, est à l'origine des vols et envoie Beason sur une fausse piste, planifiant son meurtre. Cependant, Beason en sort indemne, et il est convaincu de la duplicité de Bruner. Janet, la fille de Collins, invite Beason dans une soirée, et Rose, une parent pauvre, aide Beason à s'échapper. Il démissionne de son emploi à la banque, mais reste en ville une nuit de plus, sachant qu'une nouvelle tentative de vol aura lieu à la banque. Il capture Bruner et ses assistants et les dénonce à Collins. Collins achète à Beason un ranch dans l'ouest et il convainc Rose de le partager avec lui.

## Fiche technique
- Titre original : The Money Corral
- Réalisation : Lambert Hillyer
- Scénario : William S. Hart, Lambert Hillyer
- Photographie : Joseph H. August
- Production : William S. Hart Productions
- Distributeur : Paramount Pictures
- Durée : 50 minutes
- Date de sortie : 20 avril 1919

## Distribution

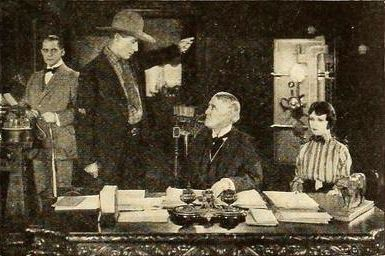
Herschel Mayall, William S. Hart, Winter Hall et Rhea Mitchell dans une scène du film.

- William S. Hart : Lem Beason
- Jane Novak : Rose
- Herschel Mayall : Carl Bruner
- Winter Hall : Gregory Collins
- Rhea Mitchell: Janet Collins
- Patricia Palmer : Chicago Kate

## Production
Les scènes de rodéo ont été tournées dans le Montana, avec la présence de la plupart des champions de l'époque.